# Ricard Cardús i González
Ricard Cardús i González   (Barcelona, 18 de març de 1988), conegut també com a Ricky Cardús, és un pilot de motociclisme català que competí internacionalment des de la temporada de 2007 al Mundial de motociclisme, primer en 125cc i després en categoria de Moto2. És nebot del subcampió del món de 250cc de 1990, Carles Cardús. Actualment fa de comentarista del mundial de motociclisme a TV3.

## Resultats al Mundial de motociclisme

### Per temporada
| Any   | Categoria | Moto     | Curses | Victòries | Podi | Pole | Fast lap | Punts | Posició |
| ----- | --------- | -------- | ------ | --------- | ---- | ---- | -------- | ----- | ------- |
| 2007  | 125cc     | Aprilia  | 1      | 0         | 0    | 0    | 0        | 0     | NC      |
| 2008  | 125cc     | Derbi    | 2      | 0         | 0    | 0    | 0        | 0     | NC      |
| 2010  | Moto2     | Suter    | 9      | 0         | 0    | 0    | 0        | 0     | NC      |
| 2010  | Moto2     | Bimota   | 9      | 0         | 0    | 0    | 0        | 0     | NC      |
| 2011  | Moto2     | Moriwaki | 13     | 0         | 0    | 0    | 0        | 2     | 31è     |
| 2012  | Moto2     | AJR      | 14     | 0         | 0    | 0    | 0        | 8     | 28è     |
| Total |           |          | 39     | 0         | 0    | 0    | 0        | 10    |         |

Vegeu l'evolució de la temporada de 2013 aquí.